# Weidebladwesp
De weidebladwesp (Nematus miliaris) is een vliesvleugelig insect uit de familie van de bladwespen (Tenthredinidae). De wetenschappelijke naam van de soort is gepubliceerd in 1797 door Panzer.